# Acropora convexa
Acropora convexa е вид корал от семейство Acroporidae.

## Разпространение и местообитание
Видът е разпространен в Австралия, Индонезия, Малайзия, Сингапур, Тайланд и Филипини.
Среща се на дълбочина около 1 m.